# Francisco Montoliu Togores
Francisco Montoliu y de Togores (Tarragona, 1861-Barcelona, 1892) fue un ingeniero agrónomo, abogado, teósofo, profesor y traductor español.

## Biografía
Nació en Tarragona el 9 de febrero de 1861, hijo de los marqueses de Montoliu, devotos católicos. Estudió para abogado e ingeniero, carreras que habría completado.  Una vez finalizados sus estudios se dedicó a la docencia, obteniendo una plaza de catedrático en la Escuela de Ingenieros Agrónomos del Instituto de Alfonso XII, en Madrid, que desempeñó hasta septiembre de 1891, fecha en la que se trasladó a Barcelona, donde pasó a ocupar el puesto de director de la Escuela de Peritos Agrónomos. Se cuenta que se habría introducido en la teosofía en enero de 1888, leyendo un número de la Revue Theosophique. Fue presidente del Grupo Español de la Sociedad Teosófica, director de la revista Estudios Teosóficos y traductor de muchas obras de teosofía. Escribió parte de sus obras bajo el pseudónimo «Nemo». Falleció el 10 de mayo de 1892, a la edad de treinta y un años, en Barcelona.
Fue vegetariano y melómano: aprendió a tocar el violonchelo. A sus devotos padres, les dio un disgusto con su conversión a la teosofía.